# Metal Discharge
Metal Discharge osmi je studijski album njemačkog thrash metal-sastava Destruction. Diskografska kuća Nuclear Blast Records objavila ga je 22. rujna 2003. Prvi je album na kojem je bubnjeve svirao Marc Reign iz skupine Morgoth.

## Popis pjesama
Tekstovi i glazba: Schirmer i Sifringer. 
| 1.    | »The Ravenous Beast«           | 3:09 |
| 2.    | »Metal Discharge«              | 3:27 |
| 3.    | »Rippin' the Flesh Apart«      | 5:01 |
| 4.    | »Fear of the Moment«           | 3:35 |
| 5.    | »Mortal Remains«               | 4:11 |
| 6.    | »Desecrators (of the New Age)« | 3:42 |
| 7.    | »Historical Force Feed«        | 3:36 |
| 8.    | »Savage Symphony of Terror«    | 3:52 |
| 9.    | »Made to Be Broken«            | 3:45 |
| 10.   | »Vendetta«                     | 4:53 |
| 39:11 |                                |      |

| Dodatni disk | Dodatni disk                                      | Dodatni disk | Dodatni disk | Dodatni disk | Dodatni disk | Dodatni disk | Dodatni disk | Dodatni disk | Dodatni disk |
| Br.          | Skladba                                           | Trajanje     |              |              |              |              |              |              |              |
| ------------ | ------------------------------------------------- | ------------ | ------------ | ------------ | ------------ | ------------ | ------------ | ------------ | ------------ |
| 1.           | »Killers« (obrada pjesme Iron Maidena)            | 4:52         |              |              |              |              |              |              |              |
| 2.           | »Whiplash« (obrada pjesme Metallice)              | 3:32         |              |              |              |              |              |              |              |
| 3.           | »Fuck the U.S.A.« (obrada pjesme The Exploiteda)  | 3:08         |              |              |              |              |              |              |              |
| 4.           | »Bestial Devastation« (demoverzija iz 1999.)      | 4:49         |              |              |              |              |              |              |              |
| 5.           | »The Butcher Strikes Back« (demoverzija iz 1999.) | 3:15         |              |              |              |              |              |              |              |
| 6.           | »Nailed to the Cross« (demoverzija iz 2001.)      | 3:48         |              |              |              |              |              |              |              |
| 7.           | »Metal Discharge« (demoverzija iz 2003.)          | 3:27         |              |              |              |              |              |              |              |
| 26:51        |                                                   |              |              |              |              |              |              |              |              |

## Zasluge
| Destruction - Mike Sifringer – gitara, produkcija - Schmier – bas-gitara, vokal, produkcija - Marc "Speedy" Reign – bubnjevi, produkcija Dodatni glazbenici - André Grieder – prateći vokal - Mauro "Tschibu" Casciero – prateći vokal - Inga Pulver – prateći vokal | Ostalo osoblje - Frank Winkelmann – prateći vokal, inženjer zvuka, miks - Philipp Lederer – fotografije - Marco Schirmer – naslovnica, grafički dizajn, dizajn, fotografije - V.O. Pulver – produkcija, inženjer zvuka, miks, mastering, prateći vokal, glavna gitara (na pjesmi 1.) - Markus "Old School" Staiger – produkcija |